# الثلاثي بينثال غرين
أميرة عباس، شيماء بيجوم، وكاديزا سلطانة (يشار إليهن أيضًا باسم الثلاثي بيثنال غرين )، هنّ ثلاث سيدات بريطانيات سبق لهن التحضر إلى أكاديمية بيثنال غرين في لندن قبل مغادرتهن منازلهنّ في فبراير 2015 للانضمام إلى تنظيم الدولة الاسلامية (داعش) (ISIL). طبقًا لمعهد الحوار الاستراتيجي، فقد كان من بين ما يقدر بـ 550 امرأة وفتاة من الدول الغربية الذين سافروا للانضمام إلى داعش  جزء مما أسماه البعض  «ثقافة فرعية جهادية، قوة الفتيات».

## خلفية
في 17 فبراير 2015، عباس وبيجوم وسلطانه طاروا عبر الخطوط الجوية التركية من مطار Gatwick في West Sussex إلى إسطنبول. ذهبت عائلاتهم إلى تركيا في مارس / آذار للتحقيق في عملية الاختفاءهن، معتبرين أن تحقيق الشرطة غير كافٍ.
نسب اختفائهن إلى أقصى محمود، وهي امرأة من جلاسجو انضمت إلى داعش في عام 2013. كانت هناك اتصالات إلكترونية بين الفتيات ومحمود. يواجه محمود اتهامات جنائية إذا عادت. محمود ينفي هذه الإدعاءات.
في مارس 2015، تم نشر لقطات لعباس حسين، والد أميرة عباس، في تجمع عام 2012 بقيادة الداعية الإسلامي أنجم شودري ضد فيلم براءة المسلمين . فحصت شرطة العاصمة اللقطات ولكنها قالت إنه من غير المرجح أن تكون قد ارتكبت جرائم. قال حسين في أبريل إنه يشعر بالعارمن تورطه في التجمع، لأنه لا يعرف من قام بتنظيمه.
سرقت الفتيات المجوهرات العائلية لدفع ثمن رحلتهم. في لجنة الشؤون الداخلية لعام 2015، صرح مفوض شرطة العاصمة برنارد هوجان هاو بأنهن لن يواجهن اتهامات جنائية إذا عادنّ إلى المملكة المتحدة.

## ما بعد الكارثة
أدى الاختفاء إلى قيام شرطة العاصمة بتقديم أدلة إلى لجنة الشؤون الداخلية المختارة التابعة لمجلس العموم حول ظروفها في مارس 2015. تلقت عائلات الفتيات اعتذارًا من سكوتلاند يارد، الذي لم يخبرهم عن شارمينا بيجوم، الفتاة الأخرى من مدرستهن التي ذهبت إلى سوريا في عام 2014.
قال رئيس الوزراء البريطاني ديفيد كاميرون لا ينبغي جعل الناس «كبش فداء» للانضمام إلى داعش. على عكس موقف شرطة العاصمة، قال كاميرون، «كل من خرج للانضمام إلى منظمة إرهابية يخرق القانون وعليه أن يواجه عواقب خرق القانون وعلينا أن نترك القانون يسير في الطريق الصحيح».
في مارس 2015، تم فرض حظر السفر على خمس فتيات من أكاديمية بيثنال غرين بسبب مخاوف الخدمات الاجتماعية من التحاق الفتيات بالمدرسة نفسها التي التحقت بها الفتيات الثلاثة، مشيرة إلى أن ذلك كان في المصلحة العامة.
في وقت لاحق، قيل إن شيماء بيجوم تزوجت من مجند أمريكي جهادي تركها حالما أصبحت حاملاً.   قيل أن سلطانة تزوجت مقاتل من داعش في الغرب ذو تتراث صومالي، لكنها أرادت العودة إلى المملكة المتحدة بعد قتله في المعركة. بعد ذلك بوقت قصير، قُتلت سلطانة في غارة جوية روسية. قالت عائلة سلطانة في مقابلة هاتفية مع ITV في أغسطس 2016 أنها تعتقد أنها توفيت في غارة جوية في مايو 2016 في سن 17 بينما كانت تخطط للهرب. قالت المحامية التي تمثل عائلة المراهقين، تسنيم أكوني، لـ ITV إنها أصبحت خائفة جدًا من محاولة الهرب بعد تعرض فتاة أخرى سمرا كيسينوفيتش للضرب حتى الموت لمحاولتها الهرب. تزوج عباس من جهادية أسترالية تبلغ من العمر 18 عامًا، عبد الله المير في يوليو 2016 والذي أبلغت عنه وكالات الاستخبارات الأسترالية بأنه قُتل في غارات جوية شنتها قوات التحالف. بعد أن تزوج المراهقات من الجهاديين الأجانب، انتقلن إلى بيوت أزواجهن الجدد في الرقة ، عاصمة الأمر الواقع في داعش.
في فبراير 2019، وجد الصحفي التايمز أنتوني لويد بيجوم في مخيم للاجئين السوريين. عندما أجريت مقابلة مع بيجوم، كشفت أنها حامل وكانت تأمل في العودة إلى المملكة المتحدة لتربية طفلها، لكنها لم تندم على قرارها بالانضمام إلى داعش. في النقاش الذي تلا ذلك، أعلنت وزارة الداخلية البريطانية أنها سوف تلغي جنسيتها البريطانية، في حين أن بنغلاديش لم تعترف بها كمواطنة.